# 小嘴鸻

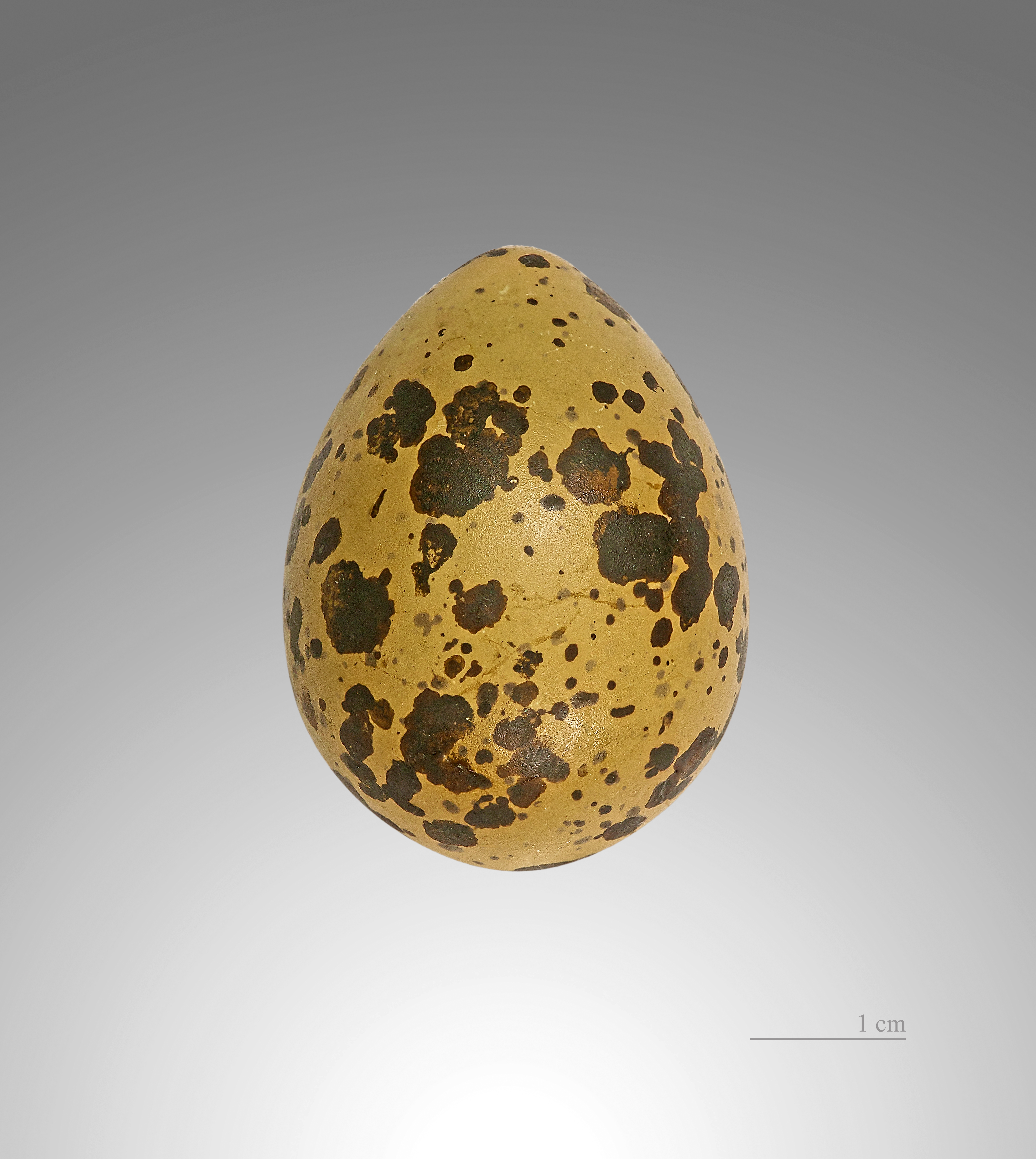
Charadrius morinellus

小嘴鸻（学名：Charadrius morinellus）为鸻科鸻属的鸟类。在欧亚大陆北部繁殖，包括中国大陆新疆、内蒙古等地，到非洲北部过冬。该物种的模式产地在瑞典。